# 社会主义团结联盟
社会主义团结联盟（西班牙語：Liga de Unidad Socialista，缩写为LUS）是墨西哥的一个小型托洛茨基主义组织。1996年，该组织成立。该组织和美国的社会主义行动、德国的革命社会主义联盟关系密切。该组是第四国际的同情组织。